# 귀도 칸텔리

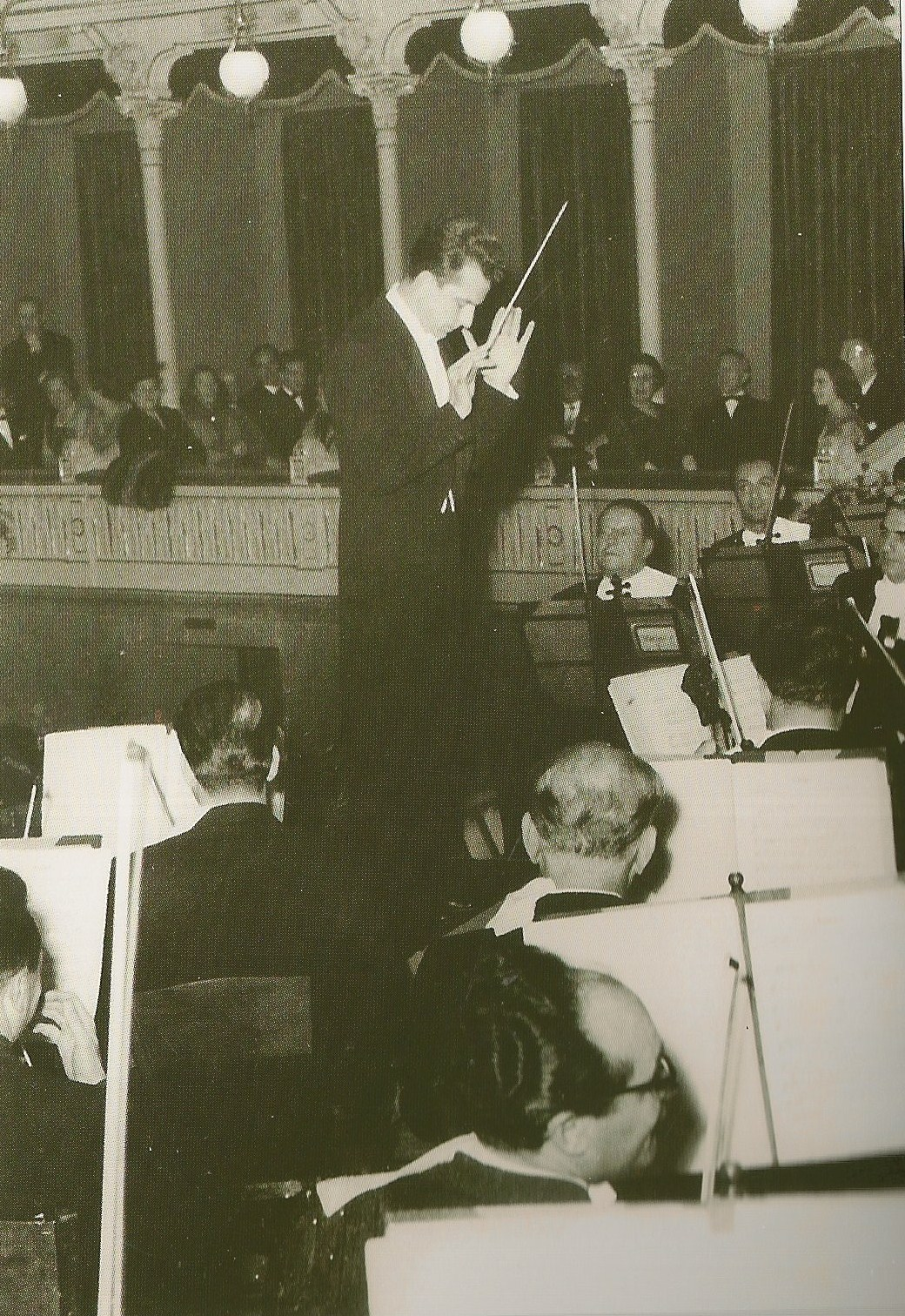

귀도 칸텔리(이탈리아어: Guido Cantelli, 1920년 4월 27일 ~ 1956년 11월 24일)는 이탈리아의 지휘자이다.

## 생애
칸텔리는 밀라노 근처 노바라 마을에서 군악대장의 아들로 태어났다. 어려서부터 피아노를 배운 칸텔리는 14세의 나이에 공개 연주회를 가질 만큼 일찌감치 그 재능을 인정받고 있었다. 칸텔리는 이후 밀라노 음악원에서 피아노와 지휘를 공부했고 안토니오 보토에게 사사했다. 음악원을 졸업한 칸텔리는 23세의 나이에 고향 노바라의 가극장 예술감독으로 임명되었고 베르디의 오페라 《라 트라비아타》를 연주해 성공을 거두었다. 그러나 2차 세계대전의 발발로 칸텔리는 이탈리아군에 소집되었고 종전 후 라 스칼라 극장을 비롯해 이탈리아 각지의 오케스트라를 지휘했다. 이탈리아 출신의 세계적인 지휘자 아르투로 토스카니니는 칸텔리의 지휘를 듣고 "그의 지휘 수준은 내가 이 콘서트를 지휘한 것 같다"는 극찬을 했는데 이것이 계기가 되어 칸텔리의 이름이 알려지게 되었다. 1949년 1월 15일 칸텔리는 토스카니니가 창설한 NBC 교향악단의 부지휘자가 되어 미국 무대에 데뷔했다. 이후에도 뉴욕 필하모닉 오케스트라, 보스턴 교향악단, 필하모니아 오케스트라 등과 협연했다. 1953년과 1954년에는 잘츠부르크 음악제에서 빈 필하모니 관현악단을 지휘했고 1956년에는 모차르트의 오페라 《코지 판 투테》의 연출을 담당하기도 했다. 그는 당시 가장 인기있는 젊은 지휘자였으며 베를린 필하모니는 빌헬름 푸르트벵글러의 후임으로 카라얀, 뵘, 요훔, 카일베르트, 첼리비다케 등과 함께 칸텔리를 물망에 올리고 있었다.
1956년 11월 16일 칸텔리는 카를로 마리아 줄리니의 후임으로 라 스칼라 극장의 음악감독으로 임명되었다. 칸텔리는 이튿날 라 스칼라에서 브람스의 교향곡 제1번 등을 연주했는데 이것이 그의 마지막 무대였다. 11월 23일 칸텔리는 뉴욕 필하모닉 오케스트라와의 공연을 위해 가족과 함께 뉴욕으로 향하는 비행기에 올랐다. 로마에서 출발한 비행기는 파리를 경유해 뉴욕으로 갈 예정이었다. 비행기는 오를리 공항에서 이륙에 실패, 공항 근처에 추락했다.